# Brkaš
Brkaš (vlaska; lat. Andropogon), biljni rod iz porodice travovki rasprostranjen po svim kontinentima (u Australiju uvezen).
U Hrvatskoj raste jedna vrsta bodljasti brkaš (A. distachyos)

## Vrste
1. Andropogon abyssinicus R.Br. ex Fresen.
2. Andropogon aequatoriensis Hitchc.
3. Andropogon africanus Franch.
4. Andropogon alopecurus (Desv.) Hack.
5. Andropogon amethystinus Steud.
6. Andropogon andringitrensis (A.Camus) Voronts.
7. Andropogon appendiculatus Nees
8. Andropogon arctatus Chapm.
9. Andropogon arenarius Hack.
10. Andropogon aridus Clayton
11. Andropogon auriculatus Stapf
12. Andropogon barretoi Norrmann & Quarín
13. Andropogon bentii Stapf
14. Andropogon bicornis L.
15. Andropogon bourgaei Hack.
16. Andropogon brachystachyus Chapm.
17. Andropogon brasiliensis A.Zanin & Longhi-Wagner
18. Andropogon brazzae Franch.
19. Andropogon burmanicus Bor
20. Andropogon cabanisii Hack.
21. Andropogon campestris Trin.
22. Andropogon canaliculatus Schum.
23. Andropogon capillipes Nash
24. Andropogon carinatus Nees
25. Andropogon chevalieri Reznik
26. Andropogon chinensis (Nees) Merr.
27. Andropogon chrysostachyus Steud.
28. Andropogon cirratus Hack.
29. Andropogon columbiensis Gir.-Cañas
30. Andropogon cordatus Swallen
31. Andropogon cretaceus Weakley & Schori
32. Andropogon crossotos Cope
33. Andropogon crucianus Renvoize
34. Andropogon cumulicola E.L.Bridges & Orzell
35. Andropogon curvifolius Clayton
36. Andropogon dealbatus (C.Mohr) Weakley & LeBlond
37. Andropogon distachyos L.
38. Andropogon diuturnus Sohns
39. Andropogon durifolius Renvoize
40. Andropogon eremicus Wipff & Shaw
41. Andropogon eucomus Nees
42. Andropogon exaratus Hack.
43. Andropogon festuciformis Rendle
44. Andropogon floridanus Scribn.
45. Andropogon gabonensis Stapf
46. Andropogon gayanus Kunth
47. Andropogon gerardi Vitman
48. Andropogon glaucescens Kunth
49. Andropogon glaucophyllus Roseng., B.R.Arrill. & Izag.
50. Andropogon glaziovii Hack.
51. Andropogon glomeratus (Walter) Britton, Sterns & Poggenb.
52. Andropogon greenwayi Napper
53. Andropogon gyrans Ashe
54. Andropogon hallii Hack.
55. Andropogon heterantherus Stapf
56. Andropogon hirsutior (Hack.) Weakley & LeBlond
57. Andropogon hondurensis (R.W.Pohl) Wipff
58. Andropogon hypogynus Hack.
59. Andropogon ibityensis A.Camus
60. Andropogon imerinensis Bosser
61. Andropogon incomptus Clayton
62. Andropogon indetonsus Sohns
63. Andropogon ingratus Hack.
64. Andropogon insolitus Sohns
65. Andropogon itremoensis Voronts.
66. Andropogon ivohibensis A.Camus
67. Andropogon ivorensis Adjan. & Clayton
68. Andropogon kelleri Hack. ex Schinz
69. Andropogon lacunosus J.G.Anderson
70. Andropogon lateralis Nees
71. Andropogon lehmannii Pilg.
72. Andropogon leprodes Cope
73. Andropogon leucostachyus Kunth
74. Andropogon liebmannii Hack.
75. Andropogon ligulatus (Stapf) Clayton
76. Andropogon lima (Hack.) Stapf
77. Andropogon lividus Thwaites
78. Andropogon longiberbis Hack.
79. Andropogon longiramosus Sohns
80. Andropogon macrophyllus Stapf
81. Andropogon macrothrix Trin.
82. Andropogon mannii Hook.f.
83. Andropogon miamiensis E.L.Bridges & Orzell
84. Andropogon mohrii (Hack.) Hack. ex Vasey
85. Andropogon monocladus A.Zanin & Longhi-Wagner
86. Andropogon multiflorus Renvoize
87. Andropogon multinervosus (Nash) Hitchc. & Chase
88. Andropogon munroi C.B.Clarke
89. Andropogon palustris Pilg.
90. Andropogon perangustatus Nash
91. Andropogon perligulatus Stapf
92. Andropogon pinguipes Stapf
93. Andropogon platyphyllus Hack.
94. Andropogon pohlianus Hack.
95. Andropogon polyptychos Steud.
96. Andropogon pringlei Scribn. & Merr.
97. Andropogon pseudapricus Stapf
98. Andropogon pteropholis Clayton
99. Andropogon pumilus Roxb.
100. Andropogon pungens Cope
101. Andropogon pusillus Hook.f.
102. Andropogon ravus J.G.Anderson
103. Andropogon rupestris K.Schum.
104. Andropogon salzmannii (Trin. ex Steud.) Hack.
105. Andropogon saxicola A.Zanin, P.L.Viana, Welker & Filg.
106. Andropogon scabriglumis Swallen
107. Andropogon schirensis Hochst.
108. Andropogon schweinfurthii Hack.
109. Andropogon selloanus (Hack.) Hack.
110. Andropogon semitectus Swallen
111. Andropogon stolonifer (Nash) Hitchc.
112. Andropogon tectorum Schumach. & Thonn.
113. Andropogon tener (Nees) Kunth
114. Andropogon tenuiberbis Hack.
115. Andropogon tenuispatheus (Nash) Nash
116. Andropogon ternarius Michx.
117. Andropogon ternatus (Spreng.) Nees
118. Andropogon textilis Rendle
119. Andropogon thorelii A.Camus
120. Andropogon tolimensis Pilg.
121. Andropogon tracyi Nash
122. Andropogon trichozygus Baker
123. Andropogon tsaratananensis A.Camus
124. Andropogon urbanianus Hitchc.
125. Andropogon vetus Sohns
126. Andropogon virgatus Desv.
127. Andropogon virginicus L.
128. Andropogon ×catarinensis Norrmann & N.Nagah.
129. Andropogon ×coloratus Hack.
130. Andropogon ×guaraniticus N.Nagah. & Norrmann
131. Andropogon ×lindmanii Hack.
132. Andropogon ×paraguariensis Norrmann & N.Nagah.
133. Andropogon ×subtilior (Hack.) Norrmann